# 서동성
서동성(1996년 4월 9일 ~ )은 대한민국의 가수이자 대한민국 보이그룹 엔플라잉의 막내이자 베이시스트를 맡고 있다.